# Imeldo Serís
Imeldo Serís Granier y Blanco, marqués de Villasegura (Santa Cruz de Tenerife, 29 de agosto de 1848-Madrid, 16 de noviembre de 1904), fue un marino y político español. Ejerció veinticuatro años en la Armada española antes de dedicarse a la política. Tras participar en la guerra de los Diez Años y obtener numerosas distinciones, el 15 de noviembre de 1883 se rehabilitó a su favor el título de marqués de Villasegura. Alfonso XII le nombró gentilhombre de cámara con ejercicio. En la legislatura 1893-1894 fue senador por la provincia de Canarias. Posteriormente representó a Canarias en el Congreso desde 1896 hasta su fallecimiento.
Actualmente en el centro de Santa Cruz de Tenerife existe una calle en su honor por su distinguida labor en la defensa de los intereses de Canarias y en agradecimiento a las gestiones hechas para traer a Santa Cruz el tranvía. Y es que, a él también se le atribuyen la construcción de las primeras carreteras de Granadilla y Candelaria al Médano, el restablecimiento de los juzgados de San Cristóbal de La Laguna y La Orotava, además del Colegio de Abogados, así como la exención del impuesto a los carbones, entre otras.

## Biografía

### Orígenes
Su primer apellido es de origen francés, y se implanta en la isla de Tenerife con motivo de haber sido hecho prisionero su abuelo, Domingo Serís-Granier y Giraud, en la batalla de Bailén en 1808 durante las guerras napoleónicas que tuvieron lugar en España. Su abuelo paterno era originario de Six-Fours-les-Plages, departamento de Var, en Francia, según Chaparro D'Acosta y otros autores, aun cuando la partida bautismal de Imeldo Serís, su nieto, consta como nacido en la ciudad de Tolón.
Una vez liberado su abuelo Domingo Serís contrajo matrimonio en Santa Cruz de Tenerife el 4 de febrero de 1822 con Doña María del Carmen de Figueroa y Linares, natural de Güimar. De dicho matrimonio nació Domingo Serís-Granier y Figueroa, casado a su vez el 14 de agosto de 1846 con Doña Manuela Blanco y Pestana, que serían los padres de Imeldo Serís y de sus hermanos Emilio, María de la Concepción, Domingo y Ubaldo.
Por la parte de su madre, Manuela Blanco, desciende de familia emparentada de alguna forma con la aragonesa del Regente Reino en tiempos del rey Felipe V, Antonio Blanco Gómez. Y, efectivamente, después de varias vicisitudes heráldicas por las que pasó el título nobiliario de marqués de Villasegura, incluso su Real Orden de supresión el 30 de diciembre de 1879, Imeldo Serís pide su rehabilitación por creerse con derecho al título, como cuarto nieto de Melchor Blanco y Godino, hermano del primer marqués de Villasegura, Antonio Blanco y Godino, el mismo el 22 de octubre de 1883, en base al Real Decreto de 15 de noviembre de 1883 y Real Despacho y Real Cédula del 29 del citado mes.

### Árbol Genealógico
| \| \| \| \| \| \| \| \| \| \| \| \| \| \| \| \| \| \| \| \| 4. Domingo Serís-Granier y Giraud \| \| \| \| \| \| \| \| \| \| \| \| \| \| \| \| \| \| \| \| \| \| \| \| \| \| \| \| \| \| \| \| \| \| \| \| \| \| \| \| \| \| \| \| \| \| \| \| \| \| \| \| \| \| 2. Domingo Serís-Granier y Figueroa \| \| \| \| \| \| \| \| \| \| \| \| \| \| \| \| \| \| \| \| \| \| \| \| \| \| \| \| \| \| \| \| \| \| \| \| \| \| \| \| \| \| \| \| \| \| \| \| \| \| \| \| \| \| 5. María del Carmen Figueroa y Linares \| \| \| \| \| \| \| \| \| \| \| \| \| \| \| \| \| \| \| \| \| \| \| \| \| \| \| \| \| \| \| \| \| \| \| \| \| \| \| \| \| \| \| \| \| \| \| \| \| \| \| \| \| \| 1. Imeldo Serís-Granier y Blanco \| \| \| \| \| \| \| \| \| \| \| \| \| \| \| \| \| \| \| \| \| \| \| \| \| \| \| \| \| \| \| \| \| \| \| \| \| \| \| \| \| \| \| \| \| \| \| \| \| \| \| \| \| \| 6. Antonio Blanco y Reverón \| \| \| \| \| \| \| \| \| \| \| \| \| \| \| \| \| \| \| \| \| \| \| \| \| \| \| \| \| \| \| \| \| \| \| \| \| \| \| \| \| \| \| \| \| \| \| \| \| \| \| \| \| \| 3. Manuela Blanco y Pestana \| \| \| \| \| \| \| \| \| \| \| \| \| \| \| \| \| \| \| \| \| \| \| \| \| \| \| \| \| \| \| \| \| \| \| \| \| \| \| \| \| \| \| \| \| \| \| \| \| \| \| \| \| \| 7. María Antonia Pestana y Adriana \| \| \| \| \| \| \| \| \| \| \| \| \| \| \| \| \| \| \| \| \| \| \| \| \| \| \| \| \| \| \| \| \| \| \| \| \| \| \| \| \| \| \| \| \| \| \| \| \| \| \| \| |                                        |  |  |  |  |  |  |  |  |  |  |  |  |  |  |  |
| |                                        |  |  |  |  |  |  |  |  |  |  |  |  |  |  |  |
| | 4. Domingo Serís-Granier y Giraud      |  |  |  |  |  |  |  |  |  |  |  |  |  |  |  |
| |                                        |  |  |  |  |  |  |  |  |  |  |  |  |  |  |  |
| |                                        |  |  |  |  |  |  |  |  |  |  |  |  |  |  |  |
| | 2. Domingo Serís-Granier y Figueroa    |  |  |  |  |  |  |  |  |  |  |  |  |  |  |  |
| |                                        |  |  |  |  |  |  |  |  |  |  |  |  |  |  |  |
| |                                        |  |  |  |  |  |  |  |  |  |  |  |  |  |  |  |
| | 5. María del Carmen Figueroa y Linares |  |  |  |  |  |  |  |  |  |  |  |  |  |  |  |
| |                                        |  |  |  |  |  |  |  |  |  |  |  |  |  |  |  |
| |                                        |  |  |  |  |  |  |  |  |  |  |  |  |  |  |  |
| | 1. Imeldo Serís-Granier y Blanco       |  |  |  |  |  |  |  |  |  |  |  |  |  |  |  |
| |                                        |  |  |  |  |  |  |  |  |  |  |  |  |  |  |  |
| |                                        |  |  |  |  |  |  |  |  |  |  |  |  |  |  |  |
| | 6. Antonio Blanco y Reverón            |  |  |  |  |  |  |  |  |  |  |  |  |  |  |  |
| |                                        |  |  |  |  |  |  |  |  |  |  |  |  |  |  |  |
| |                                        |  |  |  |  |  |  |  |  |  |  |  |  |  |  |  |
| | 3. Manuela Blanco y Pestana            |  |  |  |  |  |  |  |  |  |  |  |  |  |  |  |
| |                                        |  |  |  |  |  |  |  |  |  |  |  |  |  |  |  |
| |                                        |  |  |  |  |  |  |  |  |  |  |  |  |  |  |  |
| | 7. María Antonia Pestana y Adriana     |  |  |  |  |  |  |  |  |  |  |  |  |  |  |  |
| |                                        |  |  |  |  |  |  |  |  |  |  |  |  |  |  |  |
| |                                        |  |  |  |  |  |  |  |  |  |  |  |  |  |  |  |

### Actividad parlamentaria

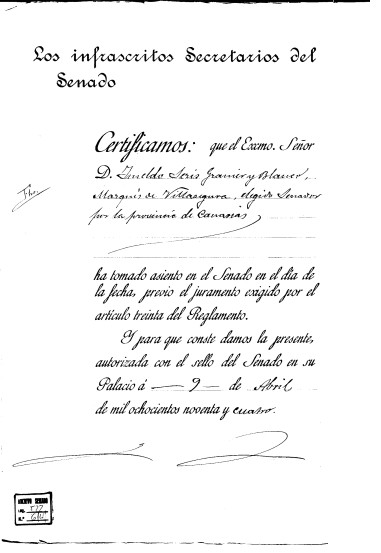
Infrascritos Secretarios del Senado de España certifican a Imeldo Serís como senador por la provincia de Canarias.

Fueron controvertidas sus intervenciones en el Senado. Siempre fiel a su patria y al amor que profesaba a la isla en que nació, Serís pidió al Senado medidas para la defensa de Canarias ante cualquier contingencia bélica, llegando a paralizar un artículo en el que se proponía un trueque del archipiélago canario por el peñón de Gibraltar. 
Asimismo, reivindicó derechos históricos sobre la franja africana como garantía de protección para las islas. También fue notable su defensa a ultranza cuando en 1896 el gobierno español quiso vender en subasta pública el Teide y el resto de terrenos de la cumbre que hoy forman parte del parque nacional.

#### Defensa de Cuba
Al acabar sus estudios se le destinó a la isla de Cuba donde intervino ocho años en la guerra colonial. Su experiencia le facilitó un conocimiento de la problemática entre la metrópoli y colonia que demostró luego en su discurso político. Manifestó la clara estima que sentía por Cuba, la relación patriótica, directamente patriótica, que tiene su defensa, la necesidad de ampliación de naves y armamento para vigilar las costas y la atención privilegiada que suponía la isla pleno bullir de subversiones, agravando la crisis la fatal interferencia de otras naciones.
Se presenta pronto como deudor de afecto a la isla que fue testigo de su carrera naval. Agradece a otro senador una alusión hacia su persona se está hablando de Cuba:

«...me proporciona medios reglamentarios para pagar una deuda de gratitud que hace tiempo guardo en el fondo de mi corazón, no sólo para la alta sociedad, cubana, sino también, para todo el pueblo en sus distintas esferas sociales, sin excluir la honrada raza de color.

Permanecería mudo si no fuera por rendir este tributo de gratitud que debo a la isla de Cuba por el gran cariño que la profeso.»
Imeldo Seris-Granier y Blanco. Intervención en el Senado. Sesión de 28 de febrero de 1895

Tuvo la oportunidad de conocer una Cuba tranquila y acogedora para intervenir después directamente en el conflicto armado que la sacudió durante ocho años.

«Diez años, señores senadores, quizá los mejores de mi existencia, he vivido en aquel hermosísimo país, uno de ellos en esa época feliz para Cuba, que no volverá; época en que era tal el bienestar, el reposo y desahogo que se sentía en todas las clases sociales, que no se conocía el pobre; época en que la tranquilidad de los campos era tan grande, que el caminante podía dirigirse del ingenio al cafetal y desde éste a lo más recóndito de la manigua en la seguridad de no ser molestado por nadie; época en que el viajante podía acercarse a las puertas de las casas que encontrase a su paso, seguro de obtener una cariñosísima acogida, una cama donde reposar y un cubierto sin que nadie le preguntara quién era, donde iba, ni de donde venía; época en la que la hospitalidad era tal, que no había necesidad de recurso ninguno para atravesar los campos; por eso repito que fue una época felicísima que no volverá. Ocho años durante la campaña, por lo que puedo honrar mi pecho con la medalla roja de siete pasadores, y uno además después de terminada aquella horrible y larga guerra»
Imeldo Seris-Granier y Blanco. Intervención en el Senado. Sesión de 28 de febrero de 1895

Serís da una importancia fundamental al papel de la mujer cubana en la historia de la isla. Toda la belleza y fuerza que le ha otorgado la naturaleza pueden ser armas para perpetuar las generaciones y también para convertirse en motor de lucha que bien puede llevar a la victoria de los nativos.

«¿Quién se atreve a negar la grandísima influencia ejercida por la mujer en el hogar doméstico, y que ésta, no sólo se acrecienta, sino que se agiganta, como todos hemos visto, si reúne las cualidades de inteligencia, heroísmo, hermosura y caridad características en la mujer cubana, cuyos irresistibles encantos y atractivos tienen además la secreta fuerza del poderoso imán?

¿Quién podrá negar, por consiguiente, la parte activa y decisiva que en la última guerra tuvo allí el esfuerzo unánime de la mujer, que trocó las dulzuras y molicies propias del hogar, que supo deponer hasta el instinto sutil de su propia coquetería para convertirse en raza errante a través de los zarzales y maniguas, siendo el aguijón constante el grito de guerra en aquella horrible y sangrienta campaña, fenómeno asombroso, sólo comprensible por el impulso del esfuerzo colosal que le infundía el soplo vigoroso de la idea por que peleaba, que no era otra que la dignidad ante todo y sobre todo de su propia raza?»
Imeldo Seris-Granier y Blanco. Intervención en el Senado. Sesión de 28 de febrero de 1895

Aquí queda ensalzada la mujer, como pilar importante en la guerra y queda comprendido el rechazo al colonialismo, por lo menos de aquel que ignora la dignidad de una raza. Su idea de colonialismo derivará hacia un sentido más práctico, como es propio del momento.
En otros discursos reclama una mayor presencia de las fuerzas navales en el Caribe. En el momento que habla piensa que no son suficientes las que allí existen para proteger todo el perímetro de la isla. Prevé que pueda haber un ataque desde el continente americano que sea decisivo para arrancar de la Corona Española la joya de la isla. Para ser aún más rotundo en sus advertencias insiste en los muchos puntos débiles por donde pueden entrar los enemigos. A veces, resulta tan excesivo en su denuncia que el presidente de la mesa quiere reducir su intervención, obligándole a formular preguntas, dejando las explicaciones secundarias aparte.

«Entonces, obedeciendo a S.S., voy a dirigir unas preguntas al señor Ministro de la Marina, y es, que tenga la bondad de manifestarme si existe el número de cañoneros suficientes para guardar esa gran extensión de costas de 260 millas, desde el Cabo Cruz hasta el Meridiano de Trinidad, donde están enclavados los cayos de que ya he hecho mención; si tiene el número suficiente de buques para vigilar la parte de la costa comprendida desde Cabo Cruz, por Maisí, hasta la Punta de Maternillo, total de 360 millas; si tiene, además el número de buques suficiente para vigilar los cayos de Lobo, Hueso y Nassau, foco de insurrectos, y si tiene las lanchas cañoneras necesarias para vigilar bahías tan importantes como las de Guajaná y Jiguey y otras por el estilo...»
Imeldo Seris-Granier y Blanco. Preguntas sobre Marina de Guerra. Sesión de 1 de marzo de 1895

### Fallecimiento y disposición testamentaria
Imeldo Serís falleció en Madrid el 16 de noviembre de 1904, dejando un testamento cuajado de disposiciones. Según consta en el Registro Civil del Ministerio de Justicia e Interior de Madrid, el fallecimiento de Serís es registrado correctamente al día siguiente de su fallecimiento, es decir, el 17 de noviembre, a las doce y treinta horas. En él se manifiesta que, el día anterior, fallecía en Madrid a las diecinueve horas y treinta minutos en su domicilio de la calle de los Madrazo nº20 principal, a los cincuenta seis años de edad, soltero, el marino de guerra retirado Imeldo Serís-Granier y Blanco como consecuencia de una angina de pecho derivada de una dilatación aórtica.

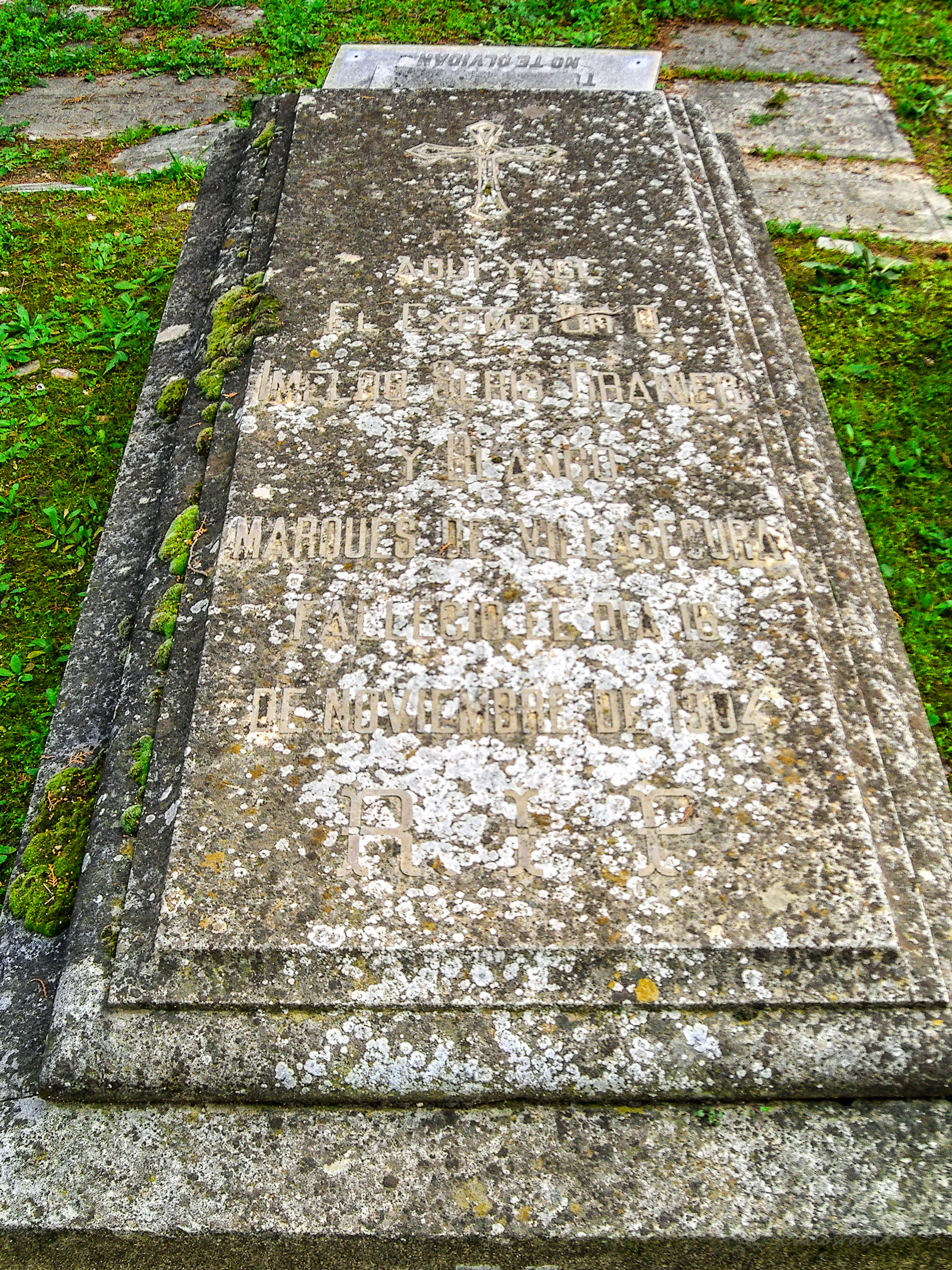
Tumba en la Sacramental San Lorenzo y San José en Madrid

El acta literal de su defunción hace constar que había efectuado testamento el 11 de abril de 1902, ante el notario del Ilustre Colegio Territorial de la Audiencia de esa Corte Manuel de Bofarull y Palau. También se manifiesta que será enterrado en el cementerio de San Lorenzo de la capital. No fue éste su único testamento, puesto que el 14 de abril de 1887 y el 29 de febrero de 1888 había efectuado otros en Sevilla, donde se encontraba a la sazón, ante el notario de aquella ciudad, Ildefonso Calderón.
Alejado de todo boato y pompa debido a su propia forma de ser, desea que su funeral sea «sencillo, recatado, digno,...» dejando patente en sus disposiciones la gran devoción que sentía por el Cristo de Tacoronte que, en forma de imagen, le había acompañado en todo momento desde su salida de la casa paterna para iniciar sus estudios militares en la Marina de Guerra.
Su entierro constituyó una gran manifestación de duelo y al mismo acudieron numerosos representantes de la aristocracia, la política, las armas y las letras, así como la colonia canaria residente en Madrid. Sus restos fueron trasladados posteriormente a un mausoleo artístico del cementerio de San Rafael y San Roque de Santa Cruz de Tenerife. 
Su testamento constituyó una prueba de amor a Tenerife: dejó un legado de 150.000 pesetas “para que se construyese un edificio dedicado a establecimiento de enseñanza” dicho edificio se construyó en la calle 25 de julio y fue sede de la Escuela Náutica y la Escuela Superior de Comercio. El establecimiento fue fruto de su generosidad, y en el hastial del edificio se encuentra un busto en su honor. También donó al Museo Municipal de Bellas Artes de Santa Cruz de Tenerife diverso mobiliario y documentos, así como suntuosas cantidades de dinero para los más necesitados.
Imeldo Serís fue una de las figuras más relevantes de Canarias, y principalmente de Tenerife. A él debió la isla las primeras carreteras de Candelaria y Granadilla al Médano, el restablecimiento de los juzgados de La Laguna y La Orotava, así como el Colegio de Abogados de Santa Cruz y la instalación del tendido del tranvía con la ciudad de La Laguna y la zona Norte de la isla. También la exención del impuesto a los carbones que suministraban los puertos canarios, aparatos para el alumbrado de los faros de las islas o la concesión a Santa Cruz, por parte de las Cortes, el título de ‘Muy Benéfica’, por el ejemplar comportamiento de sus habitantes durante la epidemia de cólera que asoló la ciudad en 1893.
Los diarios de la época lo calificaban de modesto, laborioso y afable amigo, cariñoso y perfecto caballero, un hombre que llegó al puesto que ocupaba en la política y en la sociedad madrileña, a merced  de su propio esfuerzo, su trabajo y honradez.
Pese a que muy joven salió de su isla, dedicó por entero su actividad e influencia en engrandecer la tierra en donde nació. En más de una ocasión, sintetizó su pensamiento con la frase “Todo por y para Tenerife”. Su fallecimiento produjo un duelo generalizado en la isla del que sin duda fue uno de los hombres más influyentes que ha tenido Tenerife.

### Distinciones y condecoraciones
A lo largo de su vida obtuvo las siguientes distinciones y condecoraciones:
1. Cruz Blanca de 1º Clase del Mérito Naval, 17 de enero de 1876.
2. Medalla Conmemorativa de la Campaña de Cuba con sus Pasadores, 7 de julio de 1876.
3. Benemérito de la Patria, 3 de febrero de 1877.
4. Cruz Roja de 1º Clase del Mérito Militar, 4 de junio de 1878.
5. Gran Cruz de la Real y Distinguida Orden Militar de San Miguel de Baviera, 25 de abril de 1883. Múnich.
6. Gentil Hombre de Cámara con Ejercicio de S.M. la Reina Isabel II, Real Decreto de Isabel II 16 de octubre de 1882.
7. Secretario Particular de S.M. de Reina Isabel II, Real Decreto de Isabel II 16 de octubre de 1882.
8. Jefe Real de la Casa de Isabel II, Real Decreto de Isabel II 16 de octubre de 1882.
9. Gran Cruz de la Real y Militar Orden de Nuestro Señor Jesucristo de Portugal, 17 de mayo de 1883.
10. Marqués de Villasegura, Real Decreto de 15 de noviembre de 1883 y Real Cédula del mismo.
11. Gran Cruz de 2º Clase con la Estrella de la Corona de Prusia, 10 de octubre de 1884.
12. Gentil Hombre de Cámara con Ejercicio de S.M el Rey Alfonso XII, 10 de octubre de 1884.
13. Supernumerario de la Marina de Guerra Española, 17 de septiembre de 1885.
14. Gran Cruz del Sol Naciente de Persia, año 1885.
15. Comendador de la Legión de Honor de Francia, 23 de noviembre de 1885.
16. Hijo adoptivo de Lequeitio.

## Anexos
- Anexo: diputados electos en las elecciones generales de España de 1903